# Tynanthus elegans
Tynanthus elegans là một loài thực vật có hoa trong họ Chùm ớt. Loài này được Miers miêu tả khoa học đầu tiên năm 1863.